# إسماعيل إيرز
يُعد إسماعيل إيرز (28 سبتمبر 1919 - 24 أكتوبر 1975) واحدًا من أبرز الدبلوماسيين الأتراك في القرن العشرين، حيث شغل منصب سفير تركيا في فرنسا.

## الحياة والمهنة
وُلِد إسماعيل إيرزفي منطقة باكيركوي بإسطنبول . كان والديه خريجا كلية الحقوق، حسن تحسين إيرز وأمينة شاهندا. توفيت والدته عندما كان عمره عامين فقط. تخرج من مدرسة جالاتاسراي الثانوية مع مرتبة الشرف وانتقل إلى كلية العلوم السياسية في عام 1939، وتخرج بدرجة علمية في عام 1943. نشأته في فترة كانت تشهد تحولات سياسية واجتماعية كبيرة في تركيا، خاصة مع إرساء نظام الجمهورية الحديثة وإصلاحاته العميقة، ما جعله يتبنى قيم الدولة الحديثة والالتزام بالخدمة العامة والدبلوماسية كأدوات لبناء تركيا وتعزيز مكانتها الدولية. ثم التحق إسماعيل إيرز بالخدمة الخارجية وعمل في العديد من المناصب داخل وزارة الخارجية المناصب في الأمم المتحدة ومنظمة الصحة العالمية واليونسكو. شغل ايضا منصب الأمين العام في السفارة التركية في واشنطن العاصمة، تم تعيينه سفيرًا لتركيا في بيروت، لبنان في 19 ديسمبر 1967، حيث عمل مبعوثًا إلى كل من لبنان والكويت. في عام 1970، عُيّن سفيرًا لتركيا لدى إيطاليا ، وعمل في الأمانة العامة لوزارة الخارجية التركية من عام 1972 إلى عام 1974. شغل عدة مناصب دبلوماسية في سفارات مختلفة قبل أن يُعيّن سفيرًا لتركيا في فرنسا، وهي واحدة من أهم البعثات الدبلوماسية التركية لما تمثله فرنسا من ثقل سياسي ودبلوماسي في أوروبا والعالم.

## إغتياله
في يوم الجمعة 24 أكتوبر 1975، كان إيرز عائدًا من حفل استقبال، أثناء وجوده في العاصمة الفرنسية باريس، تعرض إيرز مع موظف تركي آخر لاطلاق نار من قبل أعضاء في منظمة أرمينية مسلحة تعرف بـ"الجيش السري لتحرير أرمينيا". وقع الهجوم في منطقة مزدحمة وسط باريس، مما أثار حالة من الذعر. مما أسفر عن مقتله هو وسائقه طالب ينير. صدمت الوفاة تركيا لأنها جاءت بعد يومين فقط من أول اغتيال للسفير التركي في النمسا، دانيش توناليجيل، ‏ على يد منظمة أرمينية مسلحة (أعلنت كل من أسالا ومنظمة جي سي إيه جي مسؤوليتها عن ذلك). المنظمة التي تبنت هذا الاعتداء كانت تسعى إلى لفت الأنظار الدولية لقضية ما يُسمى "الإبادة الأرمنية" ومطالبة تركيا بالاعتراف الرسمي بها وتعويضات. ولم تقتصر هجماتهم على الدبلوماسيين فحسب، بل استهدفت عددًا من المسؤولين الأتراك حول العالم.

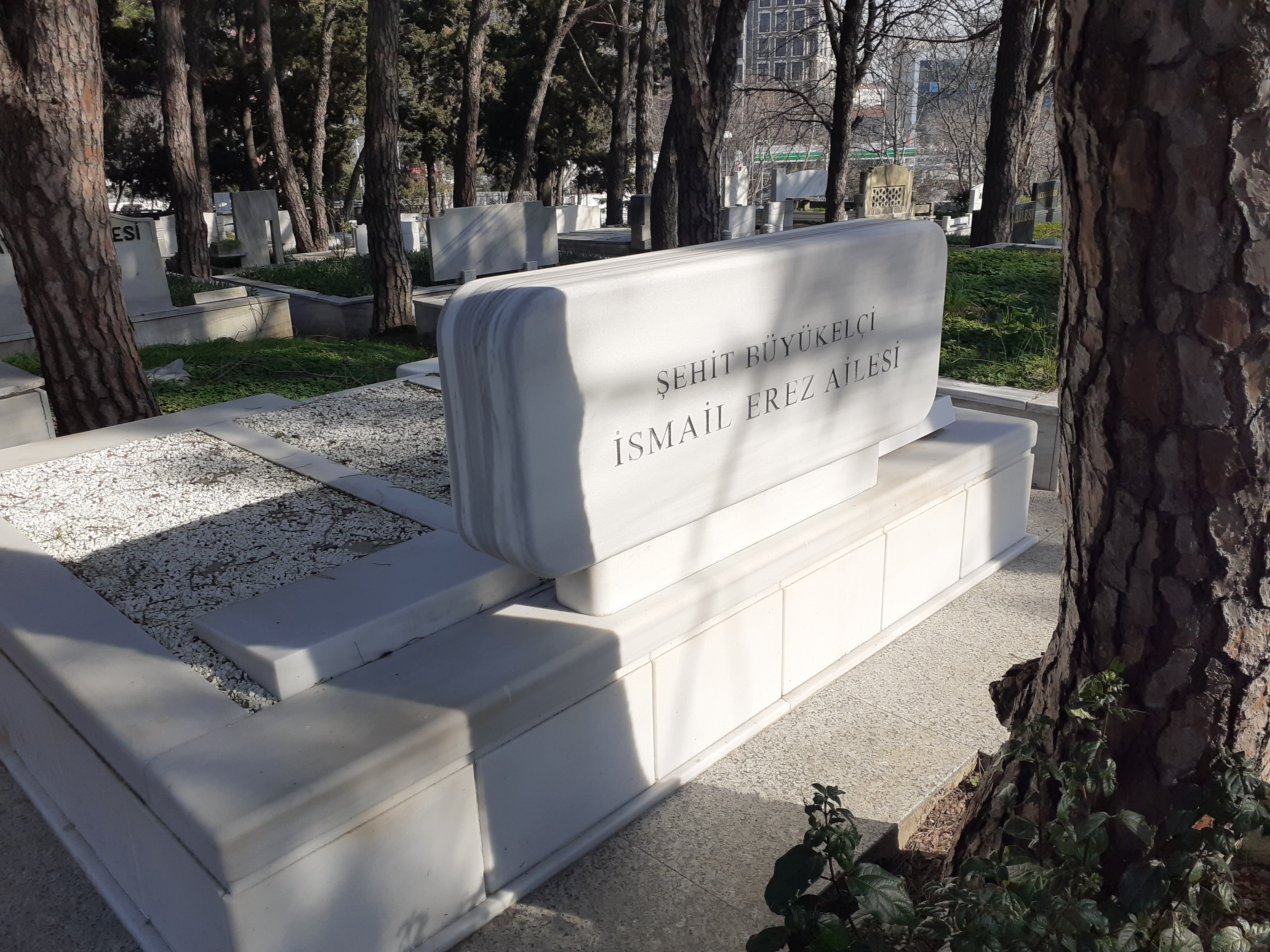
قبر إيريز في تركيا

يظل إسماعيل إيرز رمزًا للتضحيات التي يقدمها الدبلوماسيون في سبيل خدمة وطنهم وتمثيله في الخارج، كما يشكل اغتياله علامة فارقة في تاريخ الصراعات السياسية التي تؤثر على السلم الدولي. تعكس هذه الحادثة أهمية تعزيز التعاون الدولي في مكافحة الإرهاب وحماية موظفي البعثات الدبلوماسية.